# Camponotus amoris
Camponotus amoris é uma espécie de inseto do gênero Camponotus, pertencente à família Formicidae.